# Fraser Forster
Fraser Gerard Forster (født 17. marts 1988 i Hexham, England) er en engelsk fodboldspiller, der spiller som målmand hos Tottenham. Han har spillet for klubben siden 2022. Tidligere har han repræsenteret Southampton, Newcastle United, Stockport County, Bristol Rovers, Norwich City og skotske Celtic.
Med Celtic vandt Forster tre skotske mesterskaber og to FA Cup-titler.

## Landshold
Forster står (pr. august 2014) noteret for to kampe for Englands landshold, som han debuterede for 15. november 2013 i en venskabskamp mod Chile. Han blev udtaget til VM i 2014 i Brasilien, og var den eneste spiller i den engelske trup, der ikke spillede i den engelske liga.

## Titler
Skotsk Premier League
- 2012, 2013 og 2014 med Celtic F.C.

Skotsk FA Cup
- 2011 og 2013 med Celtic F.C.